# Museo de la Locomotora de vapor de Umekōji
Museo de la Locomotora de Vapor de Umekōji (梅小路蒸気機関車館 Umekōji Jōkikikansha-kan?) es un Museo del Ferrocarril localizado en Shimogyō-ku (Kioto, Japón). El museo es propiedad de la West Japan Railway Company (JR West), siendo administrado por la Fundación para la Promoción de la Cultura del Transporte.

## Información general

### Historia
El museo fue abierto por los Ferrocarriles Nacionales Japoneses (JNR) el 10 de octubre de 1972, en conmemoración del centenario de la llegada del ferrocarril a Japón. Cuando el JNR desapareció y fue dividido en compañías privadas regionales en 1987, el museo quedó incorporado a la JR West.

### Material expuesto

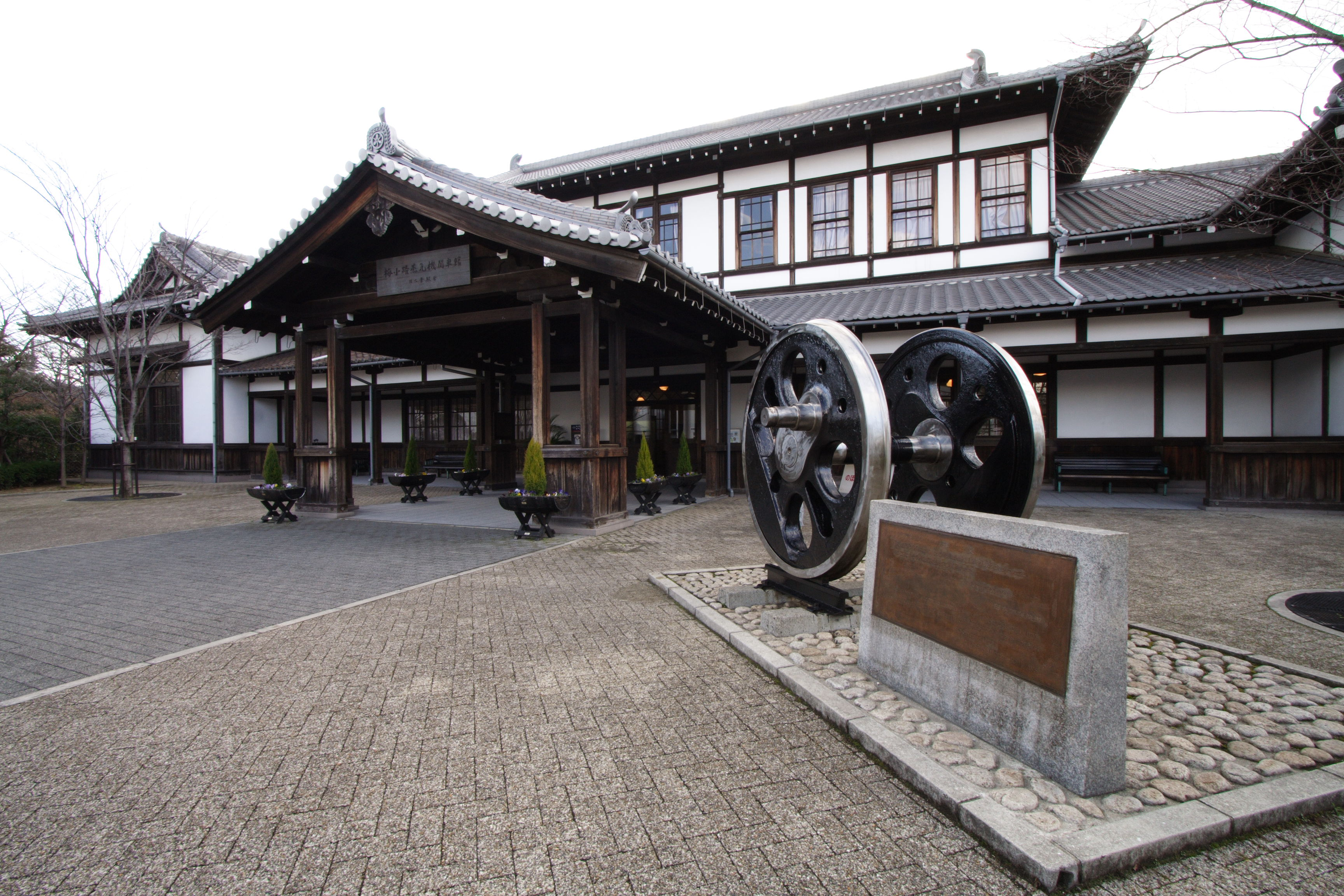
Entrada principal al Museo.

En el centro del museo hay localizada una plataforma giratoria de 20 vías, construida en 1914 junto a cocheras para alojar y exhibir las locomotoras de vapor. Esta plataforma giratoria está declarada como Bien de Importancia Cultural por el Gobierno japonés como la más antigua cochera de hormigón armado de las existentes en Japón. La exhibición de otros materiales históricos se encuentra en un edificio de madera adyacente a las cocheras de locomotoras, ubicación que correspondía a las instalaciones de la antigua Estación Nijō de Kioto construida en 1904 y actualmente trasladada.
También existe una pequeña exhibición en la que pueden verse en funcionamiento alguna de las locomotoras de vapor expuestas; Incluso, los visitantes pueden subirse a esta pequeña muestra.

### Acceso
Para llegar al Museo puede realizarse tanto por servicios ferroviarios como por autobús: Se puede llegar a través de las líneas de autobús urbano 205, 208 y 33, mientras que la Estación de Tambaguchi (perteneciente a la Línea Sagano de la JR West) se encuentra a 15 minutos del museo.